# Reggenza di Buru
La reggenza di Buru (in indonesiano: Kabupaten Buru) è una reggenza dell'Indonesia, situata nella provincia di Maluku.